# Front commun syndical de 2015
Pour les articles homonymes, voir Front commun.
Le Front commun syndical de 2015 est le nom donné à l'ensemble des moyens de pression combinés et à la mobilisation des centrales syndicales québécoises pour le renouvellement des conventions collectives 2010-2015 des employées secteurs public et parapublic du Québec venue à échéance le 31 mars 2015. Le Front commun représente 400 000 employés du secteur public; principalement dans le domaine de l'éducation et de la santé. Il se positionne contre les politiques d’austérités du Gouvernement Philippe Couillard, plus particulièrement depuis le déclenchement d'un grève tournante le 26 octobre 2015
,.
Le Front commun regroupe depuis le 16 mars 2014 le Secrétariat intersyndical des services publics (SISP, formé de la CSQ, du SFPQ et de l’APTS), la Confédération des syndicats nationaux (CSN) et la Fédération des travailleurs et travailleuses du Québec (FTQ).

## Contexte et prénégociations
Le 12 mai 2014, Le front commun syndical nouvellement créé propose d’augmenter de 13,5 % les salaires des fonctionnaires sur trois ans tout en améliorant leurs conditions générales de travail afin d'attirer et maintenir les employés dans la fonction publique.
En septembre 2014, les chefs du front commun rencontrent le président du Conseil du trésor, Martin Coiteux, le ministre de la Santé et des Services sociaux, Gaétan Barrette, et du ministre de l’Éducation, du Loisir et du Sport du Québec, Yves Bolduc dans le cadre d'une rencontre de prénégociations .

## Négociations
Le 26 novembre 2015, les porte-parole du Front commun, Daniel Boyer (FTQ), Francine Lévesque (CSN) et Louise Chabot (SISP) annoncent que le Front commun sera en grève le 9 décembre 2015 devant l'impasse des négociations avec le gouvernement. L'annonce de l'obtention d'une entente entre les parties est faite le 17 décembre 2015 à la suite d'un blitz de négociations.